# ニューコア
ニューコア・コーポレーション（英語：Nucor Corporation）は、アメリカで最大の鉄鋼メーカーである。
いわゆるミニミル（大規模な高炉メーカーとは対照的に、規模が小さい電炉で高効率な生産を目指す）で最大の企業でもある。
2017年の粗鋼生産は約2439万トンで、USスチールの1443万トンを遥かに超え、世界11位である。1988年(昭和63年)、日本の大和工業と合弁事業を開始し、ニューコア・ヤマト・スチールカンパニーを設立している。従業員労働組合を組成しないことで知られており、ＵＳＷに加盟していない。